# Deportivo Alavés
Deportivo Alavés är en spansk fotbollsklubb, som spelar i La Liga. Klubben kallas oftast bara 'Alavés' och kommer från Vitoria-Gasteiz i provinsen Álava (Araba) i Baskien. Klubben grundades 1921 och spelar sina hemmamatcher på Estadio Mendizorroza som tar 19 500 åskådare.
Säsongen 2000/2001 är den hittills mest framgångsrika i klubbens historia då laget nådde finalen i Uefacupen efter att ha slagit ut bland andra italienska Inter. Alavés förlorade finalen med 4-5 mot Liverpool. Laget spelade även i Uefacupen säsongen 2002/2003 men blev då utslaget i andra omgången efter förlust mot turkiska Beşiktaş.
Norrmannen Dan Eggen spelade i klubben mellan 1999 och 2004 och fanns alltså med i det lag som spelade Uefacupen. Andra kända spelare i klubben har varit Jorge Valdano (Argentina), Jordi Cruyff (Holland), Julio Salinas (56 landskamper för Spanien) och Andoni Zubizarreta (126 landskamper för Spanien). Målvakten Zubizarreta, som föddes i Vitoria och inledde sin karriär i Alavés, är därmed den spelare som gjort flest landskampsframträdanden i det spanska landslaget. Den 4 januari 2018 blev John Guidetti den första svenska spelaren att representera laget, utlånad från Celta Vigo.

## Spelare

### Truppen
| Nr | Land    | Pos | Namn                                  |
| -- | ------- | --- | ------------------------------------- |
| 1  | Spanien | MV  | Fernando Pacheco                      |
| 2  | Spanien | F   | Tachi                                 |
| 3  | Spanien | F   | Rubén Duarte                          |
| 4  | USA     | F   | Matt Miazga (lån från Chelsea)        |
| 5  | Spanien | F   | Víctor Laguardia                      |
| 6  | Senegal | MF  | Mamadou Loum (lån från Porto)         |
| 7  | Senegal | A   | Mamadou Sylla                         |
| 8  | Spanien | MF  | Tomás Pina                            |
| 9  | Spanien | A   | Joselu                                |
| 10 | Sverige | A   | John Guidetti                         |
| 11 | Spanien | MF  | Luis Rioja                            |
| 12 | Spanien | F   | Saúl García                           |
| 13 | Spanien | MV  | Antonio Sivera                        |
| 14 | Spanien | MF  | Manu García (lån från Sporting Gijon) |

| Nr | Land             | Pos | Namn                                           |
| -- | ---------------- | --- | ---------------------------------------------- |
| 15 | Spanien          | MF  | Toni Moya                                      |
| 17 | Spanien          | MF  | Édgar Méndez                                   |
| 18 | Uruguay          | MF  | Facundo Pellistri (lån från Manchester United) |
| 19 | Spanien          | MF  | Iván Martín (lån från Villarreal)              |
| 20 | Spanien          | MF  | Pere Pons                                      |
| 21 | Spanien          | F   | Martín Aguirregabiria                          |
| 22 | Frankrike        | F   | Florian Lejeune                                |
| 23 | Spanien          | F   | Ximo Navarro                                   |
| 24 | Spanien          | A   | Miguel de la Fuente                            |
| 26 | Marocko          | F   | Abdel Abqar                                    |
| 27 | Spanien          | F   | Javi López                                     |
| 31 | Ekvatorialguinea | MV  | Jesús Owono                                    |
| 35 | Spanien          | A   | Alan Godoy                                     |

### Utlånade spelare
| Nr | Land        | Pos | Namn                                            |
| -- | ----------- | --- | ----------------------------------------------- |
|    | Mauretanien | MF  | Abdallahi Mahmoud (i Istra till 31 maj 2022)    |
|    | Spanien     | MF  | Borja Sainz (i Real Zaragoza till 30 juni 2022) |
|    | Spanien     | F   | Carlos Isaac (i Real Oviedo till 30 juni 2022)  |

| Nr | Land   | Pos | Namn                                                     |
| -- | ------ | --- | -------------------------------------------------------- |
|    | Panama | MF  | José Luis Rodríguez (i Sporting Gijon till 30 juni 2022) |
|    | Japan  | A   | Taichi Hara (i Sint-Truiden till 30 juni 2022)           |